# Avoca (rivière d'Australie)
Pour les articles homonymes, voir Avoca.
L'Avoca est une rivière intermittente de l'État de Victoria, en Australie, et un affluent du Murray (fleuve).

## Géographie
La rivière prend sa source au pied du Mont Lonarch dans les Central Highlands près de la petite ville d'Amphitheatre et coule vers le nord sur 320 kilomètres traversant les villes d'Avoca, Carlton et Quambatook (en). Son extrémité se perd dans les marais à l'ouest de Kerang à environ 20 kilomètres au sud du Murray.
La rivière a un bassin de 6 900 km2 — le cinquième plus grand bassin du Victoria — mais dans une région où les précipitations ne dépassent pas 350 millimètres par an et où les terrains sont très plats rendant le débit très faible. La plus grande partie de l'eau charriée par le cours d'eau provient de la région de la source où les pluies atteignent 600 mm par an la plupart des précipitations ayant lieu en hiver ou au printemps.
De toutes les rivières du Victoria faisant partie du bassin du Murray-Darling, l'Avoca a le débit le plus variable. Le débit moyen annuel est de 85 millions de mètres cubes mais avec des débits pouvant aller de cinq fois le débit moyen dans les années pluvieuses à 0,5% de ce débit en année sèche. Il n'est pas rare que la rivière soit à sec en été ou en automne.
Seule rivière de quelque importance de la région, et d'une longueur de 280 km, l'Avoca n'a pas de grand barrage sur son cours. Il y a seulement six petites retenues d'eau.

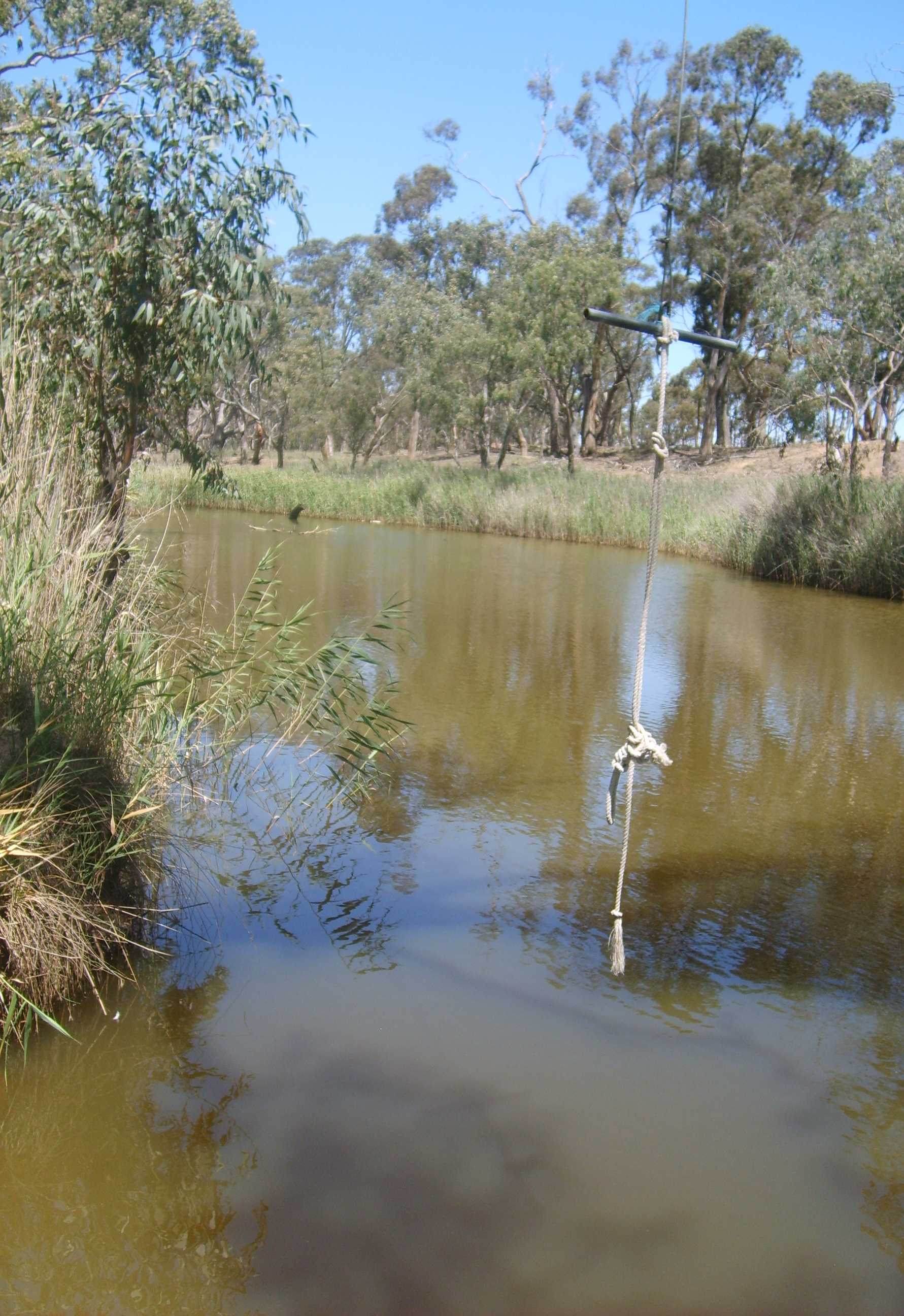
L'Avoca près de Logan, Victoria.

L'eau de la rivière est peu utilisable car le cours d'eau est à sec en été, et l'eau est trop salée pour l'irrigation. Elle ne sert qu'à faire boire le bétail.